# Añastro
Añastro es una localidad y una Entidad Local Menor, en Castilla y León, Burgos (España). Está situada en la comarca de Ebro y en la actualidad depende del Ayuntamiento de Condado de Treviño.

## Datos generales
Situado en la carretera BU-P-7442 4 km al este de la capital del municipio, Treviño, cerca de Cucho, Busto de Treviño, y Muergas.

## Historia
En 1369 el rey Enrique II de Castilla cedió la villa de Añastro a Diego Gómez Sarmiento, que fue mariscal de Castilla y adelantado mayor de Castilla y de Galicia y estaba casado con Leonor Enríquez de Castilla, señora de Salinas de Añana y nieta del rey Alfonso XI de Castilla. Y el historiador Hegoi Urcelay Gaona señaló que la villa de Añastro fue cedida al mariscal Diego Gómez Sarmiento junto con todos sus derechos, rentas, justicia civil y criminal y el mero y mixto imperio.
Así se describe a Añastro en el tomo II del Diccionario geográfico-estadístico-histórico de España y sus posesiones de Ultramar, obra impulsada por Pascual Madoz a mediados del siglo XIX:

Villa con ayuntamiento en la provincia, audiencia territorial y capitanía general de Burgos (16 leguas), partido judicial de Miranda de Ebro (2 ½), diócesis de Calahorra (16); Situada en una pequeña altura alegre y despejada, batida libremente por todos los vientos, con especialidad por el de N, lo cual hace que su clima sea muy saludable, siendo las enfermedades más comunes en la ancianidad la hidropesía, que se atribuye por algunos facultativos a las aguas de pozo que beben, donde se crían muchos insectos. Tiene 40 casas, entre ellas 12 de construcción bastante regular, y las restantes de mediana; la consistorial edificada en el año de 1829 es de muy bonita perspectiva, con una hermosa sala para las sesiones del ayuntamiento; en ella se encuentra también la cárcel, un granero y la escuela de primeras letras para niños de ambos sexos, a la que concurren 50 alumnos, y cuyo maestro está dotado con 20 fanegas de trigo anuales; hay una bella iglesia parroquial de una sola nave, sostenida por medio con un sólido arco, excepto el presbiterio y coro antiguo, que son dos pequeñas naves separadas de la principal; toda su pared interior y exterior es de piedra sillería y lo mismo sus bóvedas; cuenta 5 hermosos altares, de los cuales el mayor está dedicado a San Andrés Apóstol, que es su patrono y titular; su pavimento se halla perfectamente enlosado de piedra franca, y su torre cuenta 120 pies de elevación, conteniendo dos campanas bastante gruesas, tres esquilones y un reloj con cuerda para 8 días, fabricado en el año de 1844; la iglesia está servida por un cura párroco de presentación del diocesano, y por tres beneficiados que alternan en el servicio de la misma. Hay además una ermita bajo la advocación de San Miguel Arcángel, situada en una pequeña altura como a un tiro de bala de la villa; últimamente, para el consumo de sus habitantes no tiene más aguas que las de los pozos que existen en cada una de las casas que componen la población y las varias fuentes que se hallan en su término. Para el abrevadero de los ganados se surten de la de una charca que llaman Pozo de Campo, muy próxima al pueblo, la cual es llovediza y salitrosa, produciendo en el verano infinidad de ranas. Confina el término por N con la Puebla de Arganzón y Ocilla a ½ legua, por E con Cucho y Busto a ½ cuarto, por S con Grandival y Muergas a ½ el primero y 1 el segundo, y por O con San Esteban y Pangua a ¼. El terreno es de mediana calidad y se cultiva en su mayor parte, resultando de segunda y tercera clase; es sin embargo muy a propósito para árboles frutales, de tal manera, que las frutas que estos productos son de un gusto especial, y exceden mucho a las de Haro y otros pueblos de la Rioja. Tiene un monte bastante poblado de robles por la parte del S que principia casi a la salida del pueblo, como de ½ legua de largo de E a O, y ¼ de ancho de N a S; sus maderas no sirven para obras por ser demasiado flojas y carrasqueñas. Corre por su jurisdicción a la distancia de 20 minutos de la villa el río denominado Ayuda, cuyas aguas van a confundirse con las del Zadorra. Los caminos son de pueblo a pueblo, en mal estado, especialmente en el invierno; y el correo lo recibe en la Puebla de Arganzón, a donde van por las cartas los interesados. Producciones: trigo, cebada, avena, patatas, lino, frutas y algunas legumbres; cría ganado lanar y caza de codornices; y se pescan barbos, anguilas, algunas truchas y otros peces, todos de exquisito gusto; Industria: un telar para tejer los lienzos que se hilan en el país, y dos molinos harineros movidos por las aguas del Ayuda; el primero situado a la distancia de 30 minutos del pueblo tiene una sola piedra en la que muelen los vecinos por sí mismo el grano que necesitan para su consumo; y el segundo a la de 20, cuenta dos piedras, una buena huerta y un horno en donde se hace un excelente pan que se despacha en la misma fábrica y se conduce también a la Puebla de Arganzón y otros pueblos de la Rioja; este molino es en el día propiedad de Don Pedro Eros, vecino de Treviño. Población: 33 vecinos, 134 almas. Capital productivo: 37.700 reales; Imponible: 3.160. Contribución: 3.937 reales 18 maravedíes.
Diccionario geográfico-estadístico-histórico de España y sus posesiones de Ultramar

## Situación administrativa
Entidad Local Menor cuyo alcalde pedáneo (2007-2011) es Ramiro Fernández Perea de la Agrupación de Electores de Añastro (AEAÑ).

## Demografía
| Gráfica de evolución demográfica de Añastro entre 1842 y 1920 |
| |
| Población de derecho según los censos de población del INE. Población de hecho según los censos de población del INE.Entre el censo de 1930 y el anterior, este municipio desaparece porque se integra en el municipio Condado de Treviño. |

En el censo de la matrícula catastral con 13 hogares y 134 vecinos. Entre el censo de 1930 y el anterior, este municipio desaparece porque se integra en el municipio 09109 Condado de Treviño
En 2004, contaba con 110 habitantes, ascendiendo a 132 en 2008.
| 1842 |  | 1857 |  | 1860 |  | 1877 |  | 1887 |  | 1897 |  | 1900 |  | 1910 |  | 1920 |
| ---- |  | ---- |  | ---- |  | ---- |  | ---- |  | ---- |  | ---- |  | ---- |  | ---- |
| 134  |  | 222  |  | 219  |  | 228  |  | 213  |  | 216  |  | 193  |  | 231  |  | 246  |

Evolución de la población
| Gráfica de evolución demográfica de Añastro entre 2000 y 2017      |
|                                                                    |
| Población de derecho (2000-2017) según el padrón municipal del INE |

## Cultura

### Patrimonio material
- Iglesia de San Andrés, de una nave de gran volumen, planta rectangular, cabecera de menor anchura con contrafuertes diagonales en esquinas y ventana apuntada gótica germinada (siglo XIV). Pórtico lateral derecho con cuatro arcos de medio punto y dos arcos de paso bajo añadidos a pies y cabecera. Torre renacentista con escalera de caracol adosada con tejado piramidal de sillería que sobresale, rematada con pequeña espadaña. Pequeñas capillas en lateral posterior. Púlpito en piedra, pila bautismal gótica, altar churrigueresco y tablas góticas.[11]

- Construcciones adosadas a la iglesia, arquitectura popular, a los pies del edificio, con puerta de entrada al pórtico y atrio con dibujos en dintel, estructura de madera, ladrillo y adobe, cerca con arboleda.

- Rollo, barroco, de sección octogonal con remate y pedestal, rematado con cruz de hierro.

- Lavadero cubierto, arquitectura popular de 1870, planta rectangular, pila de sillería, tres muros en forma de "U" con sendos pies derechos como elementos estructurales. Cubierta de madera y tejado a dos aguas.

- Ermita de San Miguel, de una nave, construida en fábrica de sillería y mampostería, de planta rectangular. Pórtico lateral derecho con tres columnas de piedra, protegiendo la portada.

- Casona, de 1780, planta rectangular con tres alturas y solana en la última planta, cuatro huecos con barandilla de madera torneada, balcón con cerrajería barroca.